# Rechin-balenă
Rechinul-balenă (Rhincodon typus) este cel mai mare dintre speciile de rechini și cea mai mare specie extantă cunoscută de pești. Rechinul balenă deține multe recorduri în lumea animală, cel mai notabil fiind drept cel mai mare vertebrat din afara clasei mamiferelor. Este singurul membru al genului Rhincodon si unica specie extantă din familia Rhincodontidae.
În ciuda dimensiunilor sale uriașe, nu este periculos pentru om, hrănindu-se cu plancton, pești, crustacee și moluște.

## Descriere
Rechinul-balenă este cel mai mare pește din zilele noastre. Acesta atinge până la 15 m lungime. Dar, în ciuda mărimilor sale, el este inofensiv pentru om. Se hrănește cu plancton și cu pești mici pe care îi prinde. Cel mai mare exemplar confirmat a avut 21,5 tone, dar deseori unii pretind găsirea unor exemplare de 30 de tone.
El nu are dinți, ca ceilalți rechini, ci separă planctonul de apă precum balenele.